# Rani Mukerji
Rani Mukerji (n. 21 martie 1978, Bengal, India) este o actriță indiană de film, una din cele mai faimoase actrițe de la Bollywood. Numele ei înseamnă „Regină” în Hindi.

## Familia
Provine dintr-o familie cunoscută în lumea showbizului de origine bengaleză. Tatăl ei, Ram Mukherjee este un director pensionat. Mama ei, ”Krishna” a fost o cântăreață, în timp ce fratele ei, Raja Mukherjee este regizor. Mătușa sa este Debashree Roy. Faimoasa actriță bollywoodiană, Kajol, este verișoară cu ea.

## Carieră
Și-a început cariera în actorie cu filmul bengalez Biyer Phool. Primul ei film indian a fost Raja Ki Aayegi Baraat (1996), care nu a avut succes. Totuși următoarele ei două filme - Ghulam și Kuch Kuch Hota Hai (1998) - au fost hituri..Pentru cel din urmă, Rani a primit primul ei  Premiu Filmfare  in the Cea mai bună actriță secundară category.
Mukerji a dobândit o mare popularitate după aceste succese, și a început să primească nenumărate oferte. Din nefericire, majoritatea lor nu au avut succes mare. Și-a recăpătat faima după filmul „Saathiza” în 2002, regizat de Shaad Ali.Filmul a fost atât bine comercializat cât și favorabil comentat..
În 2004, rolul în „Yuva” și „Hum Tum” i-au adus în palmares atât Premiul Filmfare pentru cea mai bună actriță în rol secundar, cât și Premiul Filmfare pentru cea mai bună actriță. Rolul ei de avocată activistă în „Veer-Zaar” a fost de asemenea răsplătit cu o nominalizare la Premiile Filmfare..
În 2005, a jucat în 2 filme celebre. Bunty Aur Babli și The Rising au fost printre cele mai costisitoare. Rolurile ei în fiecare film au fost în general apreciate mai ales în Black, Succesele continue ale lui Mukerji au făcut din aceasta una din cele mai rentabile actrițe de la Bollywood.
Mukerji a fost activă pe scenă, participând la numeroase turnee. Temptations 2004 a fost cel mai cunoscut concert al ei, în care a cântat alături de: Shahrukh Khan, Saif Ali Khan, Preity Zinta, Arjun Rampal și Priyanka Chopra. De asemenea, a participat și la Ceremonia de Încheiere din Melbourne a Jocurilor Internaționale 2006, propunând susținerea jocurilor din 2010 la Delhi.
Este incredibil și o rară întâmplare că succesul lui Mukerji a continuat până în 2006, cu cea mai recentă realizare Kabhi Alvida Naa Kehna, terminând cu cele mai mari încasări de la Bollywood. Filmul a avut cel mai mare buget din anul 2006. Este adevărat că Rani Mukerji a fost o actriță de top timp de 3 ani, susțin majoritatea sondajelor. Filmfare, revista cea mai de prestigiu a Bollywoodului, a pus-o pe locul 1 în top 10, cele mai bine cotate actrițe de la Bollywood timp de 2 ani.

## Viața personală
Mukherji a avut relații cu actori ca Govinda  și Aamir Khan.
Actrița a fost invitată de prim-ministrul Manmohan Singh la cina în onoarea Generalului Pervez Musharraf în New Delhi la Ashoka Hotel pe 16 aprilie 2005. Rani Mukerji a fost invitată de onoare la cina oficială. Ea este și actrița preferată a lui Musharraf și a soției acestuia mai ales după Veer-Zaara. Președintele Musharraf i-a spus: "Este foarte faimoasă la noi."
În afara actoriei, Mukerji contribuie și la cauze caritabile. Show-ul "Temptations 2005" din New Delhi, a ajutat la strângerea de fonduri pentru Centrul Național de Promovare a Angajării Oamenilor cu Nevoi Speciale. Shahrukh Khan și Priyanka Chopra s-au numărat printre cei care au contribuit.
În 2006, Mukerji și-a sărbătorit ziua de naștere cu studenții de la Institutul Hellen Keller pentru Surzi și Orbi, cu care s-a împrietenit în timpul documentării pentru rolul de oarbă și surdă în "Black".

## Controverse
În iunie 2005, Mukerji a răspândit controverse în comunitatea evreiască după ce a afirmat într-un interviu că idolul ei este Adolf Hitler". Alegerea ei a fost criticată îndelung dar actrița a afirmat mai târziu că fusese doar o glumă.
Popularitatea lui Mukerji ca actriță a fost deseori comparată cu contemporana ei, Preity Zinta. Cele 2 actrițe au apărut împreună în numeroase filme. Ca rezultat, cele două au fost deseori comparate una cu cealaltă și s-au făcut multe speculații pe seama relației lor personale. Ambele actrițe susțin că au o relație profesională normală. Totuși în emisiunea Kofee with Karan, Preity a lăudat-o până în slăvi pe Rani: "Rani este cea mai bună actriță din generația noastră". Rani a comentat mai târziu: "Preity are o părere despre orice. Cu siguranță ar trebui să vorbească mai puțin". În multe interviuri ele susțin că nu au fost niciodată prietene.

## Premii

### Populare
- 1999, Filmfare Best Supporting Actress Award, Kuch Kuch Hota Hai
- 1999, Zee Cine Awards, Lux Face of the Year, Ghulam & Kuch Kuch Hota Hai
- 1999, Zee Cine Award Best Actor in a Supporting Role- Female for Kuch Kuch Hota Hai
- 2003, Star Screen Awards Special Jury Award, Saathiya
- 2003, Filmfare, Critics Award Best Performance, Saathiya
- 2003, Sansui Awards Best Performance of the Year, Saathiya
- 2003, Bollywood Awards Most Sensational Actress, Saathiya
- 2003, Rajiv Gandhi Award
- 2004, BBC Film Cafe Best Actress, Chalte Chalte
- 2005, Filmfare Best Actress Award, Hum Tum
- 2005, Filmfare Best Supporting Actress Award, Yuva
- 2005, Zee Cine Award Best Actor- Female, Hum Tum
- 2005, 1st GIFA Awards Best Actress, Hum Tum
- 2005, Star Screen Award Best Actress, Hum Tum
- 2005, Star Screen Award Best Supporting Actress, Yuva
- 2005, Cinegoers Awards Best Actress, Hum Tum
- 2005, Cinegoers Awards Best Actress in a Supporting Role, Veer-Zaara
- 2005, IIFA Best Actress Award for Hum Tum
- 2005, IIFA Best Supporting Actress Award for Veer-Zaara
- 2005, Bollywood Awards Best Actress, Hum Tum
- 2005, Bollywood Awards Best Actress in a Supporting Role, Yuva
- 2006, Rediff Movie Awards Best Actress, Black
- 2006, Star Screen Award Best Actress, Black
- 2006, Stardust Star of the Year Award - Female, Black
- 2006, Filmfare Best Actress Award, Black
- 2006, Filmfare Critics Award for Best Performance, Black
- 2006, Zee Cine Award Best Actor- Female, Black
- 2006, BBC Film Cafe Best Actress, Black
- 2006, IIFA Best Actress Award for Black

Este prima actriță care a câștigat ambele trofee Best Actress și Best Supporting Actress într-un singur an (2005) la Filmfare și singura actriță care a câștigat numărul maxim de premii Filmfare (6).

### Altele
- 2001, Aashirwaad Awards Best Actress, Har Dil Jo Pyar Karega
- 2003, Anandolok Puroshkar Awards Best Actress, Saathiya
- 2005, Sports World Awards Best Actress, Hum Tum
- 2005, Sports World Awards Best Actress in a Supporting Role, Veer-Zaara
- 2005, Sports World Jodi of the Year (Saif Ali Khan and Rani Mukerji) for Hum Tum
- 2005, Bollywood Fashion Awards Celebrity Style Female Award
- 2005, The Lycra® MTV Style Awards Most Stylish in Films
- 2005, Anandolok Puroshkar Awards Best Actress, Hum Tum
- 2005, Lion Awards Achievement in Cinema
- 2006, 2nd Edition Pogo Voice Awards Most Amazing Actress, Bunty Aur Babli
- 2006, Star Screen Award Jodi No. 1 (Abhishek Bachchan and Rani Mukerji) for Bunty Aur Babli
- 2006, 2nd Apsara Awards Best Actress, Black
- 2006, Star's Sabsey Favourite Heroine, Black
- 2006, Idea Zee F Awards Celebrity Model of the Year

## Trivia
- Mukerji a fost onorată cu o audiență străină de 50.000 persoane la Festivalul de Film Casablanca 2005,în Maroc unde 4 din filmele ei au fost prezentate.[24]
- Pentru un minut și jumătate de dans alături de Saif Ali Khan la Jocurile Internaționale 2006,a fost plătită cu aprox. 300.000 dolari americani.
- Actrița și-a schimbat prenumele din Mukherjee în Mukerji cu câțiva ani în urmă. La acea vreme, s-a scris că a făcut asta din cauza numerologiei .Recent, ea a afirmat că numerologia nu reprezintă un interes; numele ei fusese scris ca Mukerji pe pașaport, și a vrut să fie definitiv.[25]
- În februarie 2006, Revista "Filmfar" a plasat-o pe locul 8 printre "Cele mai puternice nume ale Bollywoodului", o reușită pe care a repetat-o și în anul anterior. A fost singura femeie într-o listă dominată de bărbați.[26]
- A fost invitată la Festivalul Internațional de Film din Toronto pentru a-și promova filmul "Kabhi Alvida Naa Kehna". Datorită programului încărcat de filmare la filmul Tara Rum Pum,în New York,a ales să nu meargă.[27]
- A cerut 4 crore rupii pentru "Baabul"("Întreabă-ți destinul"),făcând-o cea mai bine plătită actriță din India.[28][29]
- În 2006, actrița și-a cumpărat o casă nouă pentru ea în Juhu,designul interior a fost realizat de Twinkle Khanna.
- Este ambasadoarea Fanta în India.[30]
- A fost nominalizată cu nr. 36 de revista britanică "Eastern Eye", ca una din cele mai sexy femei asiatice.

## Filmografie

### Filme
| Year | Film                      | Role                              | Other notes                                                                                              |
| ---- | ------------------------- | --------------------------------- | --- |
| 2009 | Anurag Singh's Next       |                                   | Zapowiedziany                                                                                            |
| 2008 | Rab Ne Bana Di Jodi       |                                   | występ gościnny                                                                                          |
| 2008 | Thoda Pyaar Thoda Magic   | Geeta                             | |
| 2007 | Om Shanti Om              |                                   | występ gościnny                                                                                          |
| 2007 | Saawariya                 | Gulabji                           | |
| 2007 | Laaga Chunari Mein Daag   | Vibhavari Sahay (Badki) / Natasha | |
| 2007 | London Dreams             |                                   | Anunțat                                                                                                  |
| 2007 | Tara Rum Pum              |                                   | Programat pentru ianuarie 2007                                                                           |
| 2007 | Saawariya                 |                                   | în filmare                                                                                               |
| 2006 | Baabul                    | Milli                             | |
| 2006 | Kabhi Alvida Naa Kehna    | Maya Talwar                       | |
| 2005 | The Rising                | Heera                             | |
| 2005 | Paheli                    | Lachchi                           | Intrarea oficială a Indiei la Oscar, de asemenea a deschis cel de-al 9-lea Festival de Film din Zimbabwe |
| 2005 | Bunty Aur Babli           | Vimmi Saluja (Babli)              | Nominalizat la, Filmfare Best Actress Award                                                              |
| 2005 | Black                     | Michelle McNally                  | Double-Winner, Filmfare Best Actress Award & Filmfare Critics Award for Best Performance                 |
| 2004 | Veer-Zaara                | Saamiya Siddiqui                  | Nominated, Filmfare Best Supporting Actress Award                                                        |
| 2004 | Hum Tum                   | Rhea Prakash                      | Winner, Filmfare Best Actress Award                                                                      |
| 2004 | Yuva                      | Sashi Biswas                      | Winner, Filmfare Best Supporting Actress Award                                                           |
| 2003 | LOC Kargil                | Hema                              | |
| 2003 | Kal Ho Naa Ho             |                                   | Apariție specială (cântec)                                                                               |
| 2003 | Calcutta Mail             | Bulbul/Reema                      | |
| 2003 | Chori Chori               | Khushi                            | |
| 2003 | Chalte Chalte             | Priya Chopra                      | Nominalizat la Filmfare Best Actress Award                                                               |
| 2002 | Chalo Ishq Ladaaye        | Sapna                             | |
| 2002 | Saathiya                  | Dr. Suhani Sharma                 | Câștigător, Filmfare Critics Award for Best Performance & Nominalizat, Filmfare Best Actress Award       |
| 2002 | Mujhse Dosti Karoge!      | Pooja Sahani                      | |
| 2002 | Pyaar Diwana Hota Hai     | Payal Khurana                     | |
| 2001 | Kabhi Khushi Kabhie Gham  | Naina                             | Cameo |
| 2001 | Nayak: The Real Hero      | Manjari                           | |
| 2001 | Bas Itna Sa Khwaab Hai    | Pooja Shrivastav                  | |
| 2001 | Chori Chori Chupke Chupke | Priya Malhotra                    | |
| 2000 | Kahin Pyaar Na Ho Jaaye   | Priya Sharma                      | |
| 2000 | Har Dil Jo Pyar Karega    | Pooja Oberoi                      | Nominalizat la Filmfare Best Supporting Actress Award                                                    |
| 2000 | Bichhoo                   | Kiran Bali                        | |
| 2000 | Hadh Kar Di Aapne         | Anjali Khanna                     | |
| 1999 | Hello Brother             | Rani                              | |
| 1999 | Mann                      |                                   | Apariție specială (cântec)                                                                               |
| 1998 | Mehndi                    | Pooja                             | |
| 1998 | Kuch Kuch Hota Hai        | Tina Malhotra                     | Câștigător, Filmfare Best Supporting Actress Award                                                       |
| 1998 | Ghulam                    | Alisha                            | |
| 1996 | Raja Ki Aayegi Baraat     | Mala                              | |

### Apariții televizate
- The Manish Malhotra Show - 2005–2006 (apărut 2005)
- Koffee with Karan - 2004–2005 (apărut February 9, 2005, in Episode #1.2 only)[32]
- Jai Jawan (apărut March 5, 2004, in Rani Mukerji's day out with jawans only)[33]
- Tinseltown TV (interviu 28 Februarie, 2004)[34]
- Jeena Isi Ka Naam Hai - 2001–2003 (apărut 2001)
- Kaun Banega Crorepati - 2000–2001 (apărut Decembrie 31, 2000, New Year Special)[35]

### Apariții în presă
- Verma, Supar.  "Aati Kya Khandala?", "Rediff" interview.  July 15, 1998.  Retrieved March 01, 2006.
- Das, Madhuparna.  "Makeover Girl", "The Telegraph - Calcutta".  June 03, 2005.  Retrieved June 20, 2006.
- Somaaya, Bhawana.  "Everyone wants Rani Mukerji" Arhivat în 18 septembrie 2007, la Wayback Machine., "IndiaFM" interview.  June 24, 2005.  Retrieved September 30, 2006.